# Гавайська Вікіпедія
Гавайська Вікіпедія — розділ Вікіпедії гавайською мовою. Створена у 2004 році. Гавайська Вікіпедія станом на 28 березня 2025 року містить 2870 статей, 19 026 зареєстрованих користувачів, 30 активних дописувачів, 1 адміністратора
. Загальна кількість сторінок в гавайській Вікіпедії — 6063, редагувань — 99 607, мультимедійні файли відсутні
. Глибина (рівень розвитку мовного розділу) гавайської Вікіпедії мала і становить 20.3 пунктів
. 

## Історія
- Жовтень 2007 — створена 100-та стаття[3].
- Лютий 2008 — створена 1 000-на стаття[3].
- Вересень 2015 — створена 2 000-на стаття[4].